# Curtiss 18
Curtiss 18T, tên không chính thức là Wasp, Hải quân Hoa Kỳ gọi nó là Kirkham, là một loại máy bay tiêm kích ba tầng cánh của Hoa Kỳ, do hãng Curtiss Engineering thiết kế chế tạo cho Hải quân Hoa Kỳ.

## Biến thể

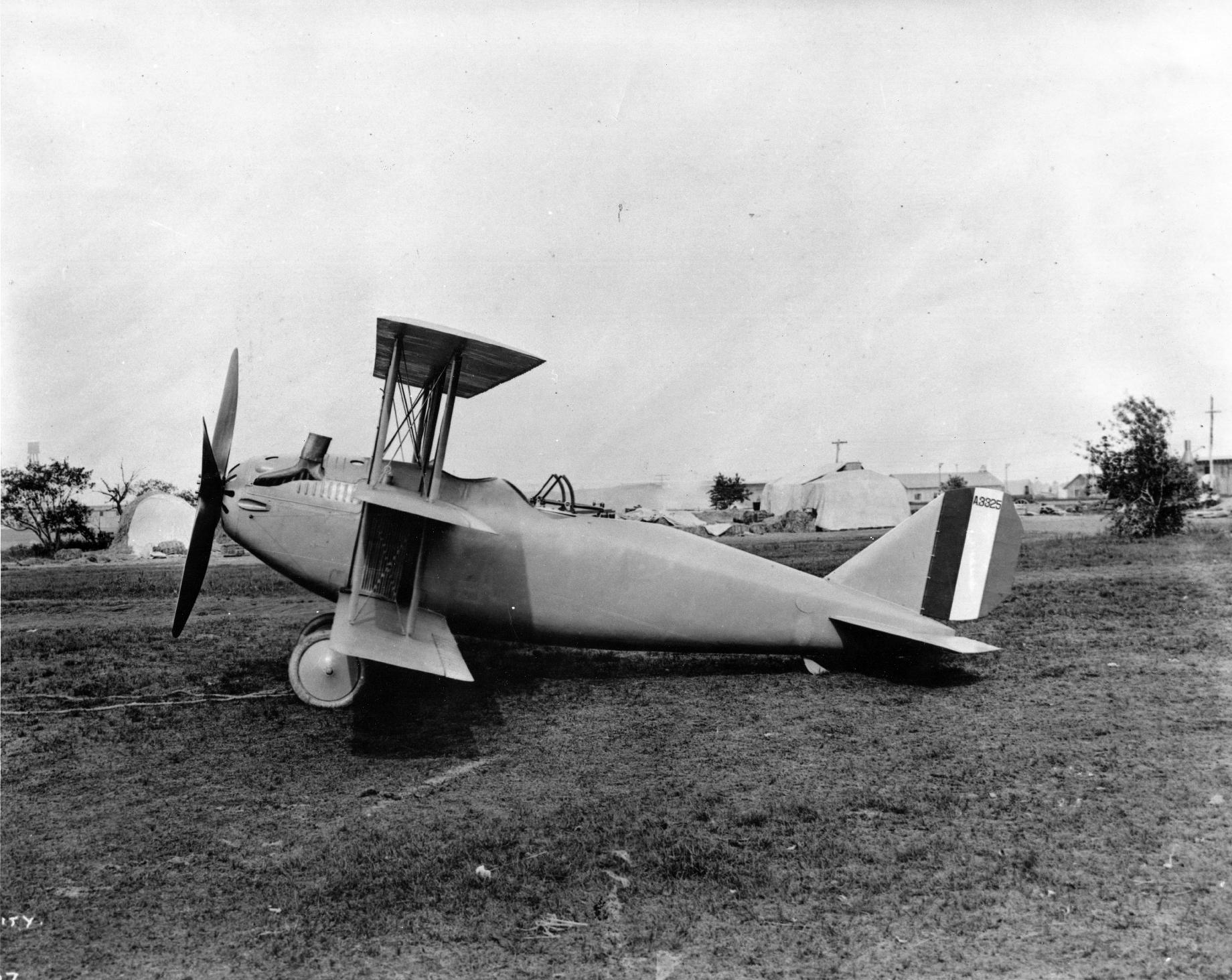
18T-1

Model 18T hay 18T-1
Model 18T-2
Model 18B

## Quốc gia sử dụng
Hoa Kỳ
- Hải quân Hoa Kỳ

## Tính năng kỹ chiến thuật(T-1)
Dữ liệu lấy từ Virtual Aircraft Museum
Đặc điểm tổng quát
- Kíp lái: 2
- Chiều dài: 23 ft 4 in (7,11 m)
- Sải cánh: 31 ft 10 in (9,70 m)
- Chiều cao: 9 ft 11 in (3,02 m)
- Diện tích cánh: 288,04 sq ft (26,76 m²)
- Trọng lượng rỗng: 1.069 lb (485 kg)
- Trọng lượng cất cánh tối đa: 3.049 lb (1.383 kg)
- Động cơ: 1 × , 350 hp (261 kW)
- Cánh quạt: four-blade prop, 1 mỗi động cơ

 Hiệu suất bay 
- Vận tốc cực đại: 163 mph (262 km/h)
- Trần bay: ~ 34.908 ft (10.640 m)

Trang bị vũ khí

- Súng:
- 2 × súng máy Marlin.30 in (7,62 mm)
- 2 × Súng máy Lewis.303 in (7,7 mm)